# Прелесје (Литија)
Прелесје (словен. Prelesje) је насељено место у општини Литија, Засавска регија, Словенија.

## Историја
До територијалне реорганизације у Словенији било је у саставу старе општине Литија.

## Становништво
У попису становништва из 2011. године, Прелесје је имало 25 становника.
| Број становника према пописима | Број становника према пописима | Број становника према пописима |
| ------------------------------ | ------------------------------ | ------------------------------ |
| 1991                           | 2002                           | 2011                           |
| 28                             | 24                             | 25                             |

Напомена: Године 1953. настала поделом некадашњег насеља Шент Ловренц које је укинуто.